# منطقة نيقوسيا
منطقة نيقوسيا هي إحدى مناطق قبرص الستة. المدينة الرئيسية فيها هي نيقوسيا عاصمة البلاد.